# Analytical Chemistry
Analytical Chemistry è una rivista scientifica dedicata alla chimica analitica nata nel 1929.
È pubblicata dalla American Chemical Society e ha periodicità bimestrale.
Gli articoli trattano i principi generali della scienza della misurazione chimica e le nuove metodologie analitiche. Gli argomenti trattati includono reazioni chimiche e selettività, chemometria ed elaborazione dati, elettrochimica, caratterizzazione elementare e molecolare, imaging, strumentazione, spettrometria di massa, sistemi su microscala e nanoscala, -omica, rilevamento, separazioni, spettroscopia e analisi delle superfici.
Attualmente è indicizzata in: CAS, British Library, CABI, EBSCOhost, Proquest, Science Citation Index Expanded, PubMed,  SCOPUS, SwetsWise e Web of Science. È la rivista di chimica analitica più citata in assoluto.
Nel 2014 il fattore di impatto della rivista era di 5,636.